# 당신은 안개꽃
"당신은 안개꽃"은 1988년에 개봉한 대한민국의 영화이다.

## 캐스팅
- 천은경 : 혜린 역
- 선우재덕 : 승호 역
- 이영후 : 안 사장 역
- 강재일 : 도라이 역
- 나기수 : 정 박사 역
- 여흥현 : 상구 역
- 이예자 : 경숙 역
- 오영화 : 한 여사 역
- 문미봉 : 강 여사 역
- 김기종 : 김 회장 역
- 전숙 : 부인 역
- 김병애 : 꽃집주인 역
- 안명일 : 유 선생 역
- 한명구 : 인식 역
- 김지영 : 셋집주인 역
- 허기호 : 의사  역
- 박인순 : 가정부 역
- 박부양 : 이 계장 역
- 임해림 : 농장장 역
- 조학자 : 아낙 1 역